# Mörigen
Mörigen (en francés Morenges) es una comuna suiza del cantón de Berna, situada en el distrito administrativo de Biel/Bienne, en la rivera derecha del lago de Bienne. Limita al norte con la comuna de Sutz-Lattrigen, al este con Hermrigen y Epsach, al sur con Täuffelen, y al oeste con Twann-Tüscherz.
La comuna formó parte hasta el 31 de diciembre de 2009 del desaparecido distrito de Nidau.

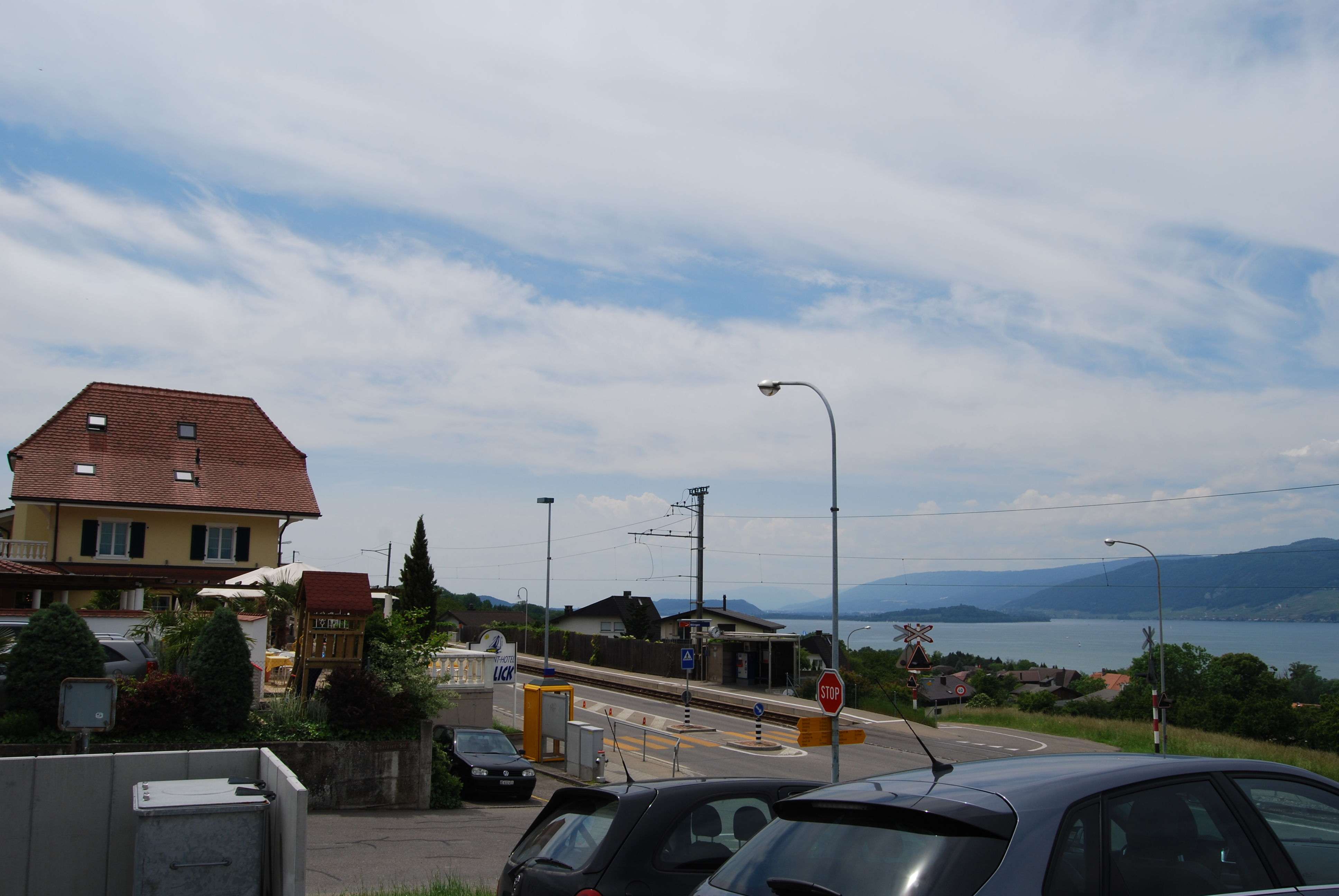
Mörigen

## Turismo
- Puerto de descanso.
- Playa

## Transporte
- Línea ferroviaria Biel/Bienne – Mörigen – Ins.